# Carte des périphériques
Dans le noyau Linux, la carte des périphériques (device-mapper en anglais) sert de framework générique pour créer une projection d'un périphérique bloc ("mapper" le périphérique) sur un autre. Elle est à la base de LVM2 et EVMS, des RAIDs logiciels, ou encore du chiffrement de disque par dm-crypt et offre des fonctionnalités supplémentaires telles que l'instantané de système de fichiers (file-system snapshot).
La carte des périphériques fonctionne en traitant les données que lui transmet un périphérique bloc virtuel (fourni par elle-même), et en passant les données résultantes à un autre périphérique bloc.